# Киров (лек крайцер, 1936)
Вижте пояснителната страница за други значения на Киров.
Червенознаменен крайцер „Киров“ е лек крайцер от проект 26. Първият крайцер построен изцяло в СССР. Спуснат на вода на 30 ноември 1936 г. Изключен от състава на флота през 1974 г.

## Проект
Първоначалният проект се основава на проекта на крайцерите „Раймондо Монтекуколи“, но окончателният проект се създава на основата на теоретичните чертежи на крайцера „Eудженио ди Савоя“ – последващото развитие на крайцерите „Раймондо Монтекуколи“. Пълният пакет технически документи за кораба е купен от съветската страна от италианската фирма „Ансалдо“, за главен конструктор на крайцерите от проекта 26 в СССР е назначен Анатолий Иоасафович Маслов.

## Строителство и изпитания
Строителството е започнато според постановление на Съвета за труд и отбрана от 11 юли 1934 г. № 58сс.
Корпусът на крайцера е заложен в Ленинградския корабостроителен завод „С. Орджоникидзе“ (със закъснение от 4 месеца от плана). По време на церемонията по залагането присъстват М. И. Калинин и Началникът на Морските сили на РККА Владимир Орлов. Главният строител е военинженера 2-ри ранг Н. В. Григориев. При строителството си крайцерът е обозначен като „поръчка № 269“.
Корпусът е произведен с нитоване от стомана две марки – манганова (външната обшивка, второто дъно, главните прегради, горната палуба и нейният набор и другите носещи конструкции), и обикновена въглеродна (стомана №3) – за краищата и второстепенните конструкции. Системата на набора е смесена: в средната част (61 – 219 шп.) предимно надлъжна, с дължина на шпациите 750 mm; в краищата – напречна, с шпация 500 mm. Корпусът е разделен на 19 главни водонепроницаеми отсека с такъв разчет, че кораба да остане на вода при наводняване на кои и да е три от тях.
На 7 август 1937 г., под заводски флаг, прави първото си излизане в морето (от Кронщат по „Маркизовата лужа“).
В хода на изпитанията стават множество аварии, и се изясняват недоработки. Н. В. Григориев е арестуван и скоро след това разстрелян. За главен строител е назначен В. Л. Бродский (арестуван през същата година). През 1938 г., по време на торпедните стрелби, едно от учебните торпеда, прави циркуляция, и ударя крайцера в борда, в резултат на което е отстранен, а след това и арестуван председателят на комисията по приемане на кораба А. К. Векман.
На 25 септември 1938 г. комисия под председателството на капитан 2-ри ранг Д. Д. Долин, подписва акта за приемане.

## Бойна служба
На 15 октомври 1939 г. крайцерът пристига в Талин. На 22 октомври се пребазира в Лиепая, на 11 октомври 1939 г. „Минск“, начело на отряд съветски кораби, първи влиза в порта на Талин след подписването на Пакта за взаимопомощ между СССР и Латвия, който предвижда разполагането в последната на съветски войски. Лиепая става за него база до края на съветско-финската война. В тази война крайцера има една бойна операция – на 1 декември 1939 г. излиза в морето за обстрел на финска брегова батарея на острова Русаре. Без кораби за прикритие и сведения за разположенията на минните полета, корабът по чудо избягва да се натъкне на тях. При удара срещу батареята са изстреляни 35 снаряда (повредени са пристан, казарма, маяк, самата батарея не пострадва). В отговор финландците изстрелват 15 снаряда и по техни данни имат попадения в крайцера (съветските източници не потвърждават попадения в кораба).
През есента на 1940 г. отплава за Кронщат за ремонт и замяна на лейнерите. През май 1941 г. е пребазиран в Талин. На 14 юни е преместен в Уст-Двинск.
На 22 юни 1941 г. се намира на рейда на Рига. После участва в отбраната на Талин: от 22 до 27 август има общо 36 стрелби по войските на противника, в отговор по кораба са изстреляни до 500 снаряда и хвърлени 326 бомби от германската авиация. На рейда в Талин крайцерът получава едно попадение от 150 mm германски снаряд в кърмата, от което се запалват шест от големите дълбочинни бомби, загиват девет члена на екипажа, 30 получават рани. Участието на крайцера „Киров“ в отбраната на Талин с неговите 180-мм оръдия позволяват, най-накрая, да се закрепи линията на отбрана на отстъпващите от Прибалтика войски и за значително време да се задържи германското настъпление към Ленинград.
При талинския преход плава като флагман на отряда на главните сили (на борда му е командващият флота вицеадмирал В. Ф. Трибуц, командира на отряда на главните сили е контраадмирал В. П. Дрозд, основната част от щаба на Балтийския флот). Силите на прикритието командва контраадмирал Ю. А. Пантелеев, ариергарда – контраадмирал Ю. Ф. Рал, тяхната задача е да прикриват крайцера. На крайцера се евакуира Военния съвет на КБФ, членовете на Съвета на Министрите на Естонската ССР, ценности на Естонската държавна банка и Червеното знаме на Балтийския флот. Всички бойни кораби, а също и транспортите и спомагателните съдове, са сведени в четири конвоя. Опасявайки се от обвинения в паникьорство, командването на флота не провежда предварително тралене на маршрута на прехода и не определя границите на минното поле. По време на прехода няма опити да се маркира отраления фарватер. В началото на прехода транспортите плават със седем възлов ход, а бойните кораби на 12 възла, но и при тази скорост параваните не действат. Сутринта крайцерът се откъсва от конвоя и с 27 възлов ход благополучно пристига в Кронщат на 29 август.
На 30 август 1941 г., със заповед на Наркома на ВМФ крайцерът е предаден, като флагман, в състава на ескадрата под командването на вицеадмирал В. П. Дрозд. След това крайцерът води артилерийски огън от Кронщат, по настъпващия противник и изстрелва над 500 снаряда. Почти ежедневно крайцерът е подложен на авиационни удари и получава няколко попадения от авиобомби (малък калибър), загиват трима и са ранени дванадесет моряка. Зенитчиците свалят три самолета на противника. След това, от 4 септември, корабът се намира в Ленинград, откъдето от позицията си в Нева продължава да води огън по противника.
На 4 април 1942 г. започва операция „Айсщос“. Около 19 часа след артилерийския обстрел по стоянките на корабите те са подложени на атака от 191 самолета на противника (132 бомбардировача и 59 изтребителя), действащи в три големи групи. Тяхното приближаване е своевременно забелязано, всички сили на противовъздушната отбрана на Ленинградския фронт и Балтийския флот са вдигнати по тревога, но заповедта до изтребителната авиация пристига със закъснение. Мощният зенитен огън не позволява на немските летци да бомбардират прицелно корабите: от 230 пуснати авиобомби близо до корабите се взривяват само 70, има само едно пряко попадение: бомба пробива палубата на крайцера „Киров“, след това пробива борда и се взривява във водата при борда. От разрива са повредени две оръдия на крайцера, излизат от строй далекомерите на КДП.
На 24 април 1942 г. е първият удар на немската операция „Гьоц фон Берлихинген“. След мощен артилерийски удар по корабите (крайцерът „Киров“ получава едно пряко артилерийско попадение) 62 бомбардировача и 28 изтребителя на противника в течение на три часа атакуват корабите от различни посоки. Изменението е тактиката се оказва неочаквано за съветската противовъздушна отбрана, опасността за корабите рязко нараства. Крайцерът „Киров“ получава три преки бомбени (без да се отчитат близките разриви) попадения. Възниква силен пожар, в т.ч. и в артилерийските погреби, част от които се налага да бъдат наводнени, за да се избегне детонацията им. Повредени са много надстройки, резервният команден пункт на кораба, част от помещенията и тръбопроводите. Повредени са 6 оръдия и 2 зенитни картечници. На крайцера загиват 86 души, 46 са ранени.
| “ | На 27 февруари 1943 г., с указ на Президиума на Върховния Съвет на СССР, за образцово изпълнение на бойните задачи на командването в борбата против немско-фашистките окупанти и проявеното мъжество и храброст от личния състав, крайцерът „Киров“ се награждава с ордена Червено знаме. | ” |

Артилерията на крайцера участва в Ленинградско-Новгородската операция през януари 1944 г. През юни 1944 г. от позицията си на Ленинградския търговски порт крайцерът произвежда своите последни залпове във войната по позициите на финландците в хода на Виборгско-Петрозаводската операция.
Екипажът на кораба е награден с медали „За отбраната на Ленинград“. По-късно, на 13 октомври 1944 г. 39 члена на екипажа на крайцера са представени за правителствени награди.

## Следвоенна служба
На 17 октомври 1945 г., по време на излизане за учебни артилерийски стрелби недалеч от Кронщат, крайцерът се натъква на останала от войната дънна магнитна мина. От взрива корабът получава значителни повреди: излиза от строй котелно отделение № 5, приборите за управление на стрелбата на главния калибър и дизел-генератор, заклинена е кула № 2, корабът няма ход, наводнени са котелно отделение № 1, артилерийските погреби на две артилерийски кули, централният щурмански пост, централният артилерийски пост, постовете за енергетика и живучест, килерът за сухите провизии. Корабът получава силен крен и газене по носа. В момента на взрива загиват 5 члена на екипажа (всички от състава на централния щурмански пост). С помощта на други кораби и изпратени от Кронщат аварийни партии навлизането на вода е спряно след няколко часа, „Киров“ е отбуксиран в Кронщат и на 28 октомври е поставен в док. Ремонтът продължава до декември 1946 г. Според резултатите от разследването са признати за виновни и осъдени на 5 години лишаване от свобода командирът на кораба капитан 2-ри ранг М. Д. Осадчий, и.д. старпомът на кораба капитан-лейтенант В. Л. Бистров и и.д. командирът на БЧ-5 инженер-капитан-лейтенант Л. M. Aврутис (обаче още на следващата година делото е преразгледано и всичките трима са освободени и даже възстановени на служба във ВМФ).
От ноември 1949 г. до април 1953 г. е в ремонт и модернизация на завод № 194. 100-мм универсални установки Б-34 са заменени с Б-34УСМ, имащи дистанционно насочване. Вместо малокалибрената зенитна артилерия са поставени 9 сдвоени 37-мм установки В-11. Заменено е радиооборудването. Преправена е носовата надстройка и фокмачтата. Гротмачтата е пренесена и поставен пред втория димоход. Стойността на изпълнените работи съставлява около 200 млн. рубли (по цени от онова време).
След ремонта, до 1958 г. крайцерът се базира в Лиепая. На 29 април 1958 г. корабът е изваден от бойния състав и е поставен на стоянка в Кронщат. На 6 септември 1960 г. „Киров“ е разконсервиран и предаден в състава на Ленинградската военноморска база, а от 3 август 1961 г. е преквалифициран на учебен кораб. До 1974 г. крайцера регулярно прави походи с курсанти на висшите военноморски училища по Балтийско море, нееднократно посещава портове в ПНР и ГДР.
След изключването на кораба от списъците на флота, две от неговите носови артилерийски кули са поставени в Ленинград в качеството на паметник на кораба-защитник на града. Едно от универсалните оръдия е поставено като паметник в парка на името на 28-те гвардейци-панфиловци в Алма Ата.

## Командири на кораба
- 1937 – 1941: капитан Ӏ ранг Фелдман, Николай Едуардович
- 1941 – декември 1942: капитан Ӏ ранг Сухоруков, Максим Георгиевич
- декември 1942 – януари 1945: капитан Ӏ ранг Солоухин, Сергей Дмитриевич
- февруари 1945 – септември 1945: капитан ӀӀ ранг Осадчий, Михаил Дмитриевич
- септември 1945 – 1947: капитан Ӏ ранг М. Г. Иванов.
- 1956 – ?: капитан Ӏ ранг П. И. Сидоренко
- 1971 – ?: капитан Ӏ ранг Макаров, Владимир Павлович
- 1974 – ?: капитан ӀӀ ранг Гилманов, Константин Иванович

## Памет, участие в културата и изкуството
- Картината „Крайцерът „Киров“ защитава Талин“ (1942 г., Р. А. Сагритс, платно, масло, 90 × 200 см)[11]
- Картината „Преход на корабите на Червенознаменният Балтийски флот от Талин към Кронщат, август 1941 г.“ (1946 г., А. А. Блинков).
- През 1973 г. в СССР са издадени пощенска марка и пощенска картичка за картмаксимум с изображението на крайцера.
- На 7 февруари 2020 г. Банк Росии пуска в обращение паметна монета с номинал 25 рубли „Конструктор оружия А. И. Маслов“ от серията „Оружие Великой Победы“ (конструкторы оружия) с изображението на лекия крайцер от проект 26 „Киров“[12];

## Известни хора които са служат на кораба
- Марк Григориевич Яковенко – от април до август 1939 г. – военен комисар на кораба. Впоследствие, съветски военнополитически деец, вицеадмирал (1951).